# Aloe bruynsii
Aloe bruynsii (Алое Брюїнса)  — сукулентна рослина роду алое.

## Етимологія
Видова назва дана на честь Пітера В. Брюїнса (1957—), південноафриканського математика і фахівця з суккулентних рослин.

## Історія
Вид вперше був описаний австралійським ботаніком Полом Ірвіном Форстером у 2003 році в щорічнику Британського товариства любителів кактусів і сукулентів (англ. British Cactus & Succulent Society) «Bradleya».

## Поширення

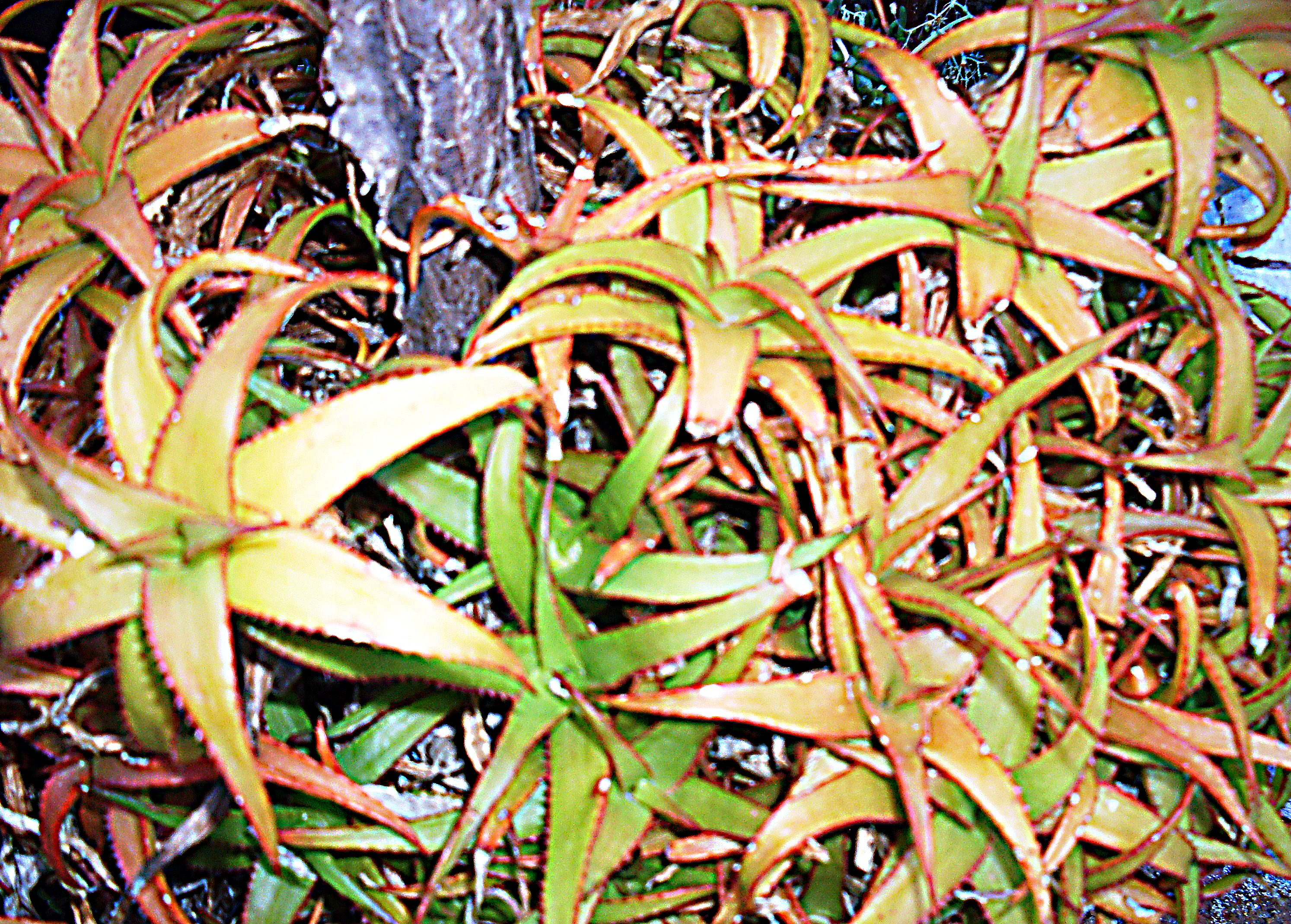
Aloe bruynsii на Мадагаскарі

Aloe bruynsii — ендемічна рослина Мадагаскару.

## Місця зростання
Знайдений в районі міста Толанаро, в горах поблизу комуни Манамбаро на півдні Мадагаскару на висоті до 500 м над рівнем моря. Відомий тільки з однієї місцевості.

## Охоронні заходи

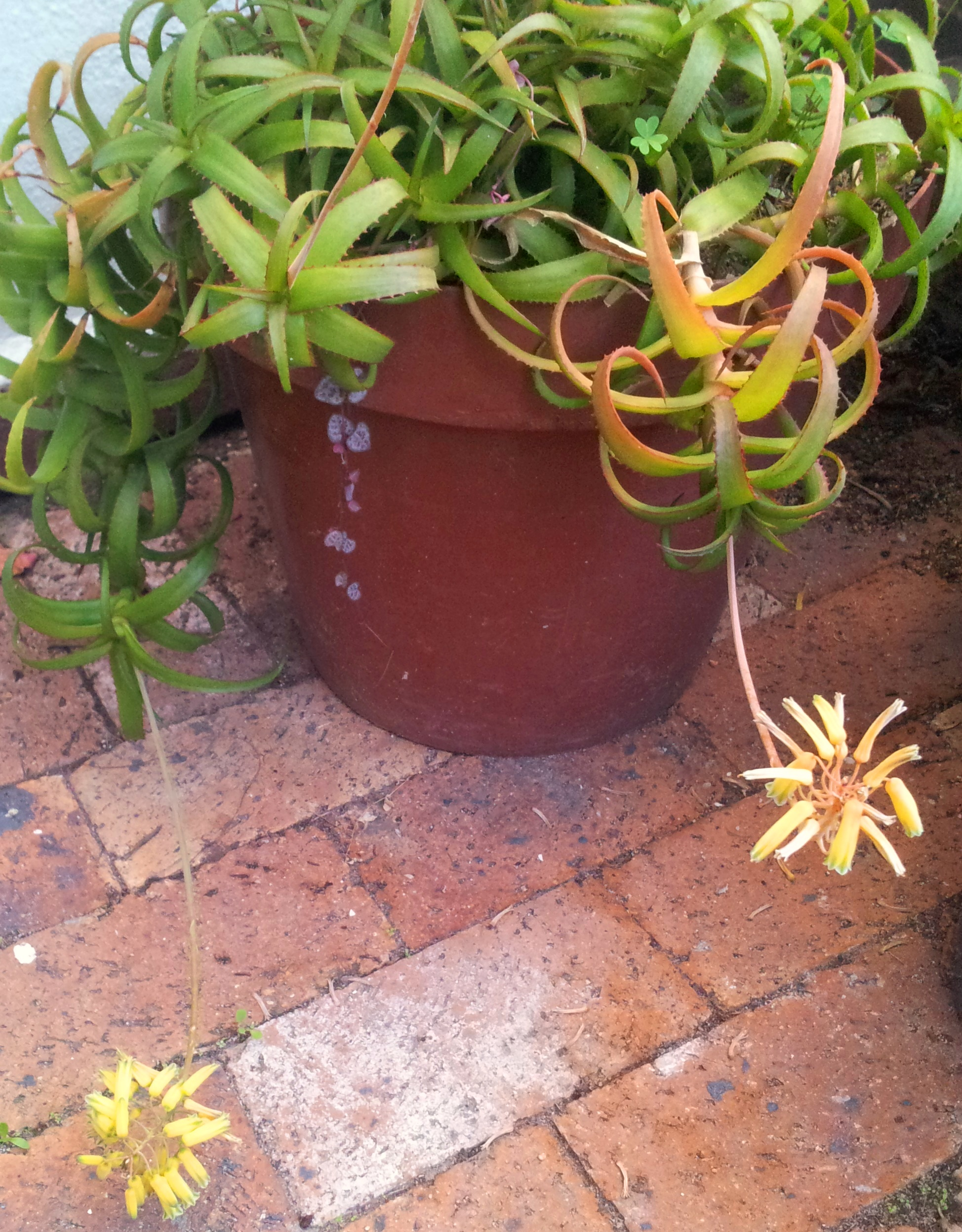
Цвітіння Aloe bruynsii в культурі

Популяціям Aloe bruynsii загрожують пожежі і деградація місць зростання.
Вид включений до додатку II конвенції про міжнародну торгівлю видами дикої фауни і флори, що перебувають під загрозою зникнення (CITES).

## Вирощування в культурі
Легка в культурі рослина.